# Ocípete
Ocípete (en grec antic Ωκυπέτη "que vola ràpid") va ser, segons la mitologia grega, una de les harpies, les filles de Taumant, un déu marí fill de Pontos, i de l'oceànide Electra.
Ocípete i les seves germanes turmentaven Fineu, cec i castigat pels déus, i no el deixaven menjar i l'hi embrutaven els aliments. Fineu tenia el do de la profecia, i els argonautes li van anar a consultar el camí de la Còlquida. Fineu els va demanar que el lliuressin de les harpies. Els dos fills de Bòreas, Càlais i Zetes van sortir a perseguir-les. Ael·lo, una d'elles, cansada, va caure al Peloponès. Ocípete, fugint per la Propòntida, va arribar a les illes Equínades, que des d'aquell moment es van dir Estròfades "les del retorn", perquè allí els Borèades van acabar la persecució. Ocípete va demanar pietat als déus per a ella i la seva germana (o germanes), i Iris (o Hermes) va adreçar-se a Càlais i Zetes per impedir-los que les matessin, ja que eren serventes de Zeus. A canvi de perdonar-los la vida, les harpies van prometre deixar en pau Fineu i es van amagar en una cova de Creta.